# Зайончковская, Малгожата

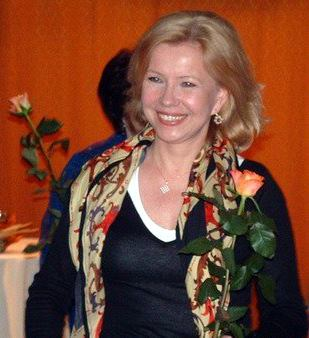
Малгожата Зайончковская

Малгожата Зайончковская или Маргарет Софи Стайн (пол. Małgorzata Zajączkowska, англ. Margaret Sophie Stein; род. 31 января 1956, Варшава) —  польская и американская актриса театра, кино и телевидения; также актриса озвучивания Польши.

## Биография
Малгожата Зайончковская родилась 31 января 1956 года в Варшаве. Дебютировала в театре в 1977 г. Актёрское образование получила в Государственной высшей театральной школе в Варшаве, которую окончила в 1979 году. Выступает в спектаклях польского «театра телевидения» с 1977 года. Актриса театров в Варшаве, в 1981—1999 гг. актриса телевидения в США.

## Избранная фильмография

### Актриса
- 1976 — Кинопробы / Zdjęcia próbne
- 1980 — Сказки спокойной ночи / Bajki na dobranoc
- 1980 — Без любви / Bez miłości
- 1980 — Потому что я помешался для неё / Bo oszalałem dla niej
- 1980 — Константа / Constans
- 1980 — Королева Бона / Królowa Bona
- 1981 — Детские вопросы / Dziecinne pytania
- 1982 — Дантон / Danton
- 1982 — Эпитафия для Барбары Радзивилл / Epitafium dla Barbary Radziwiłłówny
- 1983 — Шальная пуля / Balles perdues
- 1988 — Мастер и Маргарита / Mistrz i Małgorzata
- 1989 — Враги. История любви / Enemies. A Love Story
- 1991 — Сара, высокая и простая женщина / Sarah, Plain And Tall
- 1992–1997 — Все мои дети / All My Children
- 1994 — Пули над Бродвеем / Bullets Over Broadway
- 1998 — Их собственная воля / A Will of Their Own
- 1999 — Просто неотразима / Simply Irresistible
- 2003 — Погода на завтра / Pogoda na jutro
- 2005 — Путешествие Нины / Podróż Niny
- 2009 — Повторный визит / Rewizyta
- 2011 — Запутанность / Uwikłanie

#### Польский дубляж
- актёрские фильмы / сериалы: Оптом дешевле
- мультфильмы / мультсериалы: Рога и копыта (фильм), Хортон, Шрек 2, Шрек Третий, Шрек навсегда